# Hille Perl

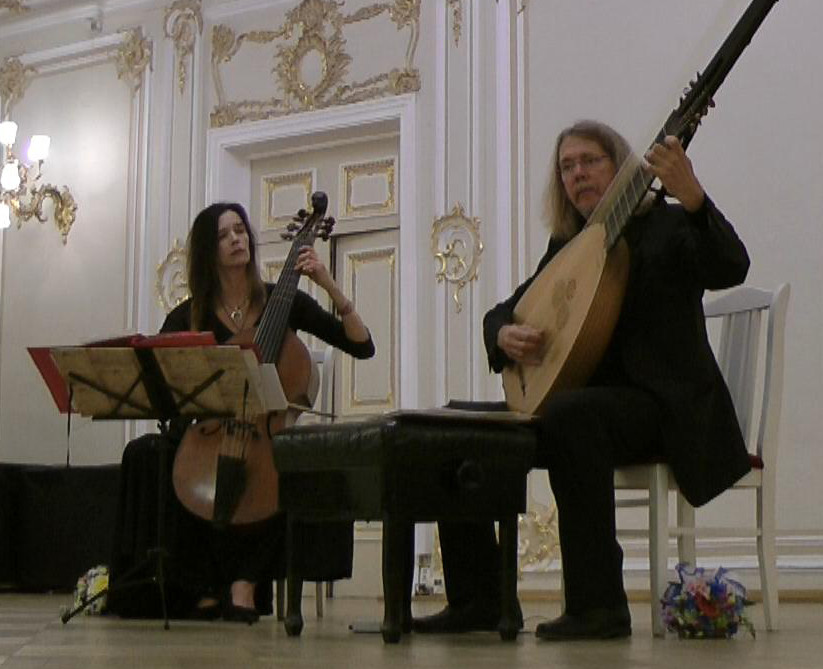
Hille Perl und Lee Santana, 2014

Hille Perl (eigentlich Hildegard Perl; * 1965 in Bremen) ist eine deutsche Gambistin und Hochschullehrerin, die als Interpretin von Musik des 17. und 18. Jahrhunderts europaweit bekannt ist.

## Leben und Wirken
Hildegard „Hille“ Perl ist die Tochter des Musikwissenschaftlers, Cembalisten und Organisten Helmut Perl und erhielt im Alter von fünf Jahren ersten Gambenunterricht. Ihr Lehrer war zunächst Niklas Trüstedt in Berlin. Von 1983 bis 1986 studierte sie bei Pere Ros am Hamburger Konservatorium und bei Ingrid Stampa an der Musikhochschule Hamburg, anschließend wechselte sie nach Bremen, wo sie ihr Studium 1990 an der Akademie für Alte Musik bei Jaap ter Linden und Sarah Cunningham abschloss. Außerdem nahm sie an Meisterkursen bei Wieland Kuijken und Jordi Savall teil.
Perl konzertiert mit Ensembles wie dem Freiburger Barockorchester oder dem Balthasar-Neumann-Ensemble. Sie tritt als Solistin auf und im Duo mit ihrem Ehemann Lee Santana, mit dem sie seit 1984 zusammenarbeitet. 2001 gründete sie zusammen mit Santana und Steve Player das Ensemble Los Otros, das zahlreiche nationale wie auch internationale Gastspielreisen unternahm und einige Alben einspielte.
Perl wirkt zudem in verschiedenen weiteren Ensemble-Formationen, z. B. im Gamben-Ensemble The Sirius Viols, das gelegentlich auch durch weitere Instrumenten bzw. Gesang ergänzt wird. Im Duo Why Not Here spielt sie gemeinsam mit der Gambistin Friederike Heumann und im Ensemble The Age Of Passions mit unter anderem Petra Müllejans (Barockgeige), Lee Santana (Laute, Theorbe und Colascione), und Karl Kaiser (Traversflöte). Seit 2005 musiziert sie zusammen mit Santana und dem Blockflötisten Maurice Steger im Barocktrio.
Zahlreiche Aufnahmen erschienen seit 1997 bei den Labels Deutsche Harmonia Mundi, Sony BMG und Carpe Diem Records.
Seit 2002 unterrichtet Perl an der Hochschule für Künste Bremen an Instrumenten der Gambenfamilie. An dieser Hochschule wirkte sie von 2005 bis 2007 und von 2015 bis 2017 als Konrektorin.

### Privates
Perl ist mit Lee Santana verheiratet. Ihre Tochter Marthe Perl (* 1983) und ihre Nichte Sarah Perl (* 1977) sind ebenfalls Gambistinnen.

## Bedeutung und Rezeption
Hille Perl hat die konzertante Gambenmusik in Deutschland und darüber hinaus ins Blickfeld gerückt. Sie gehört heute zu den international erfolgreichsten deutschen Gambistinnen. Insbesondere werden ihr „virtuoses Spiel voller Leidenschaftlichkeit, Ernsthaftigkeit und Leichtigkeit zugleich“ sowie ihr Talent zur Improvisation gewürdigt.
Über das Wirken der Musikerin drehte Christian Kurt Weisz einen 43-minütigen Dokumentarfilm mit dem Titel Hille Perl und die Königin der Streichinstrumente, den der Fernsehsender Arte am 24. Juli 2011 erstmals ausstrahlte. Im 2017 veröffentlichten Spielfilm Happy End von Michael Haneke spielt sie eine Nebenrolle als Gambistin.

## Diskografie (Auswahl)
- Sainte-Colombe – Retrouvé & Changé (Deutsche Harmonia Mundi; 1997)
- Sonatas for Viola da Gamba & Harpsichord. Mit Michael Behringer (Haenssler Classic; 1999)
- …per la viola da gamba… (Deutsche Harmonia Mundi; 1999)
- Doulce Memoire (Deutsche Harmonia Mundi; 2000)
- The Star and the Sea. Mit Lee Santana (Carpe Diem Records; 2002)
- Tinto. Mit Lee Santana, Steve Player (Deutsche Harmonia Mundi; 2003)
- Why Not Here. Mit Friederike Heumann (Carpe Diem Records; 2003)
- Marin Marais – Pour la Violle et le Théorbe. Mit Lee Santana (Deutsche Harmonia Mundi; 2004)
- Aguirre. Mit Lee Santana, Steve Player, Pedro Estevan (Deutsche Harmonia Mundi; 2004)
- Telemann Concertos for Viola da Gamba. Mit dem Freiburger Barockorchester, Petra Müllejans (Deutsche Harmonia Mundi; 2006)
- Marais – Les Voix Humaines. Mit Lee Santana (Deutsche Harmonia Mundi; 2007)
- La Hacha. Mit Lee Santana, Steve Player, Tembembe Ensamble Continuo (Deutsche Harmonia Mundi; 2008)
- Dowland – In darkness let me dwell. Mit Lee Santana, Dorothee Mields (Deutsche Harmonia Mundi; 2008)
- De Profundis. Mit Tre Bassi (Alain Buet, Paul Willenbrock, Philippe Roche), Michel Godard, Lee Santana (Carpe Diem Records; 2008)
- Kapsbergiana. Mit Lee Santana, Steve Player (Deutsche Harmonia Mundi; 2009)
- Bach: Sonatas for Viola Da Gamba & Harpsicord. Mit Christine Schornsheim (Deutsche Harmonia Mundi; 2009)
- Venezia 1625. Mit Maurice Steger & Ensemble (Harmonia Mundi; 2009)
- Loves Alchymie. Mit Lee Santana, Dorothee Mields (Deutsche Harmonia Mundi; 2010)
- Biber – Rosenkranzsonaten. Mit Daniel Sepec, Lee Santana, Michael Behringer (Coviello Classics; 2010)
- Verleih uns Frieden gnädiglich. Mit Anna Maria Friman, Lee Santana, Sirius Viols (Deutsche Harmonia Mundi; 2011)
- The Music of Johann Schenk. Mit Lee Santana, Marthe Perl (Deutsche Harmonia Mundi; 2012)
- Sixxes. Mit Lee Santana, Sirius Viols, American Gamba Music (Deutsche Harmonia Mundi; 2012)
- Telemann/Pfeiffer/Graun – Concerti. Mit dem Freiburger Barockorchester (Deutsche Harmonia Mundi; 2012)
- Born to Be Mild. Mit Lee Santana und Marthe Perl (Deutsche Harmonia Mundi; 2014)
- The Four Seasons by Christopher Simpson. Mit Sirius Viols (Deutsche Harmonia Mundi; 2016)
- Händel. Mit Dorothee Mields und dem La Folia Barockorchester (Deutsche Harmonia Mundi; 2017)

## Auszeichnungen
- 2001: ECHO Klassik der Deutschen Phono-Akademie als „Instrumentalistin des Jahres“ für ihr Album Doulce Memoire[17]
- 2003: Echo Klassik Ensemble/Orchester zusammen mit Lee Santana und Steve Player[18]
- 2008: ECHO Klassik in der Kategorie „Kammermusikeinspielung Ensemble des 17./18. Jh.“[17]
- 2011: ECHO Klassik in der Kategorie „Kammermusikeinspielung Ensemble des 17./18. Jh.“, zusammen mit Dorothee Mields und Lee Santana für ihre CD Loves Alchymie[19]
- 2012: Preis der deutschen Schallplattenkritik: „Jahrespreis 2011“ für die Produktion Biber – Rosenkranzsonaten, zusammen mit Daniel Sepec, Michael Behringer und Lee Santana[20]

## Film
- Hille Perl und die Königin der Streichinstrumente. Dokumentarfilm, Deutschland, 2011, 43 Min., Buch und Regie: Christian Kurt Weisz, Produktion: Bernhard Fleischer Moving Images, ZDF, arte, Erstsendung: 24. Juli 2011 bei arte, Inhaltsangabe von ARD.
- Happy End von Michael Haneke, mit Isabelle Huppert.